# 生物塑化技术
生物塑化技術或人體塑化技術是一种把生物或人體製作成為標本使之被永久保存的技術。該技術主要把生物或人體內器官組織的水分，以液體硅樹脂混合物替代，來把遺體組織永保存。這種技術，可以把遺體組織保存得像活體一樣。

## 步驟
包括把遺體固定、脫水、脫脂、浸滲、聚合。

## 塑化标本展览
在最初的20年里，塑化技术用于保存用于医学研究的小型标本。到了20世纪90年代初，设备的发展使得对整具尸体进行塑化成为可能，每具标本的制备需要多达1500个工时。 1995年，冯·哈根斯在日本展出了首个整具尸体的展览。
在接下来的两年里，冯·哈根斯发展了KörperWelten(身体世界)公开展览，展示了以栩栩如生的姿势展览的整体塑化标本，并进行了解剖，展示了人体解剖的各种结构和系统。最早的展览是在远东和德国举办的，冈瑟·冯·哈根斯的展览随后在全球50多个城市的博物馆和场馆举办，吸引了2900多万参观者。
冯·哈根斯的“人体世界”展览是原创的、开创先例的真实人体的公开解剖展览，也是唯一使用捐赠身体的解剖展品，由捐赠者遗嘱给塑形研究所，以明确的目的服务于“人体世界”的使命，教育公众关于健康和解剖学的知识。到目前为止，已有1万多人同意将自己的身体捐赠给塑胶研究所。
2004年，美国第一展览公司在英国布莱克浦开始了名为“身体揭示”的展览，展期从8月持续到10月。随后，该公司在2005年和2006年分别在首尔、坦帕和纽约市举办了展览，并于2006年6月22日在拉斯维加斯的特罗皮卡纳度假村和赌场开设了西海岸展览场地。

## 争议

### 塑化标本来源争议
2008年，美国广播公司曝光大连鸿峰公司将死刑犯尸体制成塑化标本，供美国展览“Bodies the Exhibition（人体展览）”使用，引发公众和法律机构有关道德和法律的争议。纽约州总检察长要求展览挂出免责声明，说明尸体来源于中国警方，可能涉及来自监狱被处决或监禁者，最终导致第一展览公司高管辞职。

### 宗教反对
一些宗教派别禁止器官捐赠。犹太正统派反对死后器官捐赠，并试图通过法律阻止未领取的尸体用于研究。包括天主教和犹太教在内的一些宗教组织也反对在公共展览中展示塑化的人体部位。

## 外部連結
- 人体塑化標本
- 抽出体液灌进塑胶 人体塑化新技术受追捧 （页面存档备份，存于）